# 阿德莱德
阿德莱德是澳大利亚聯邦南澳大利亚州的首府和也是该州第一大城、商业和文化中心，澳大利亚第五大城，人口逾141万。77%的南澳洲居民居住于阿德莱德。
阿德莱德是印度洋大澳洲灣（澳洲主張該海灣屬於南冰洋）沿岸的一座港口城市，位于阿得雷德平原上，弗勒里厄半岛以北，圣文森特湾以东9.6公里处。是一个轄域修长的城市，从海滨到山丘宽约20公里，长约96公里。
阿德莱德是以威廉四世的王后阿德莱德（Adelaide of Saxe-Meiningen）命名的，它建城于1836年，计划作为当时在澳洲唯一可以自由殖民的英国領土的州府。威廉·萊特上校是阿德莱德的建城者之一，他设计了这座城市，将它建立在多倫士河（River Torrens）附近。莱特受威廉·佩恩和田園城市理論的影响，所设计的城市呈棋盘状，建筑区之间有宽敞的大街和公共广场，城市周围有公园环绕。阿德莱德素以宗教自由、政治开明和市民自由著称，直到1970年代阿德莱德仍是一个清教徒城市。1970年代的一系列改革重新恢复了过去的文化。
今天的阿德萊德以其许多节日、葡萄酒、艺术和体育竞赛、众多海滩著称，有许多政府和金融机構及南澳大利亚州最大的中心商務區。许多这些机关位於市中心的北台地。

## 历史

### 欧洲定居者到来前
在1836年英國人到来之前，阿德莱德地区是南澳州原住民之一的加雲拿人的居住地。大约300位加雲拿人分布在阿德莱德的区域 ，后来的定居者称他们为Cowandilla。

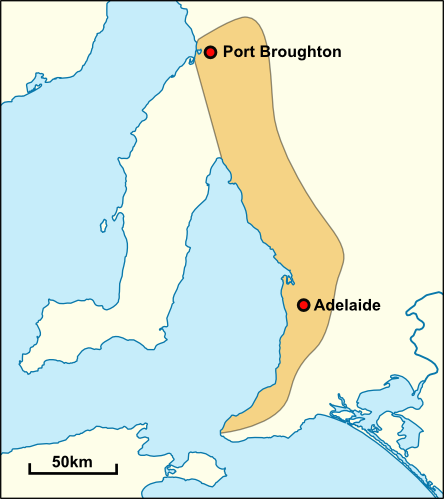
加雲拿人的大致领地范围, 基于Amery (2000)的描述

### 19世纪-建城初期

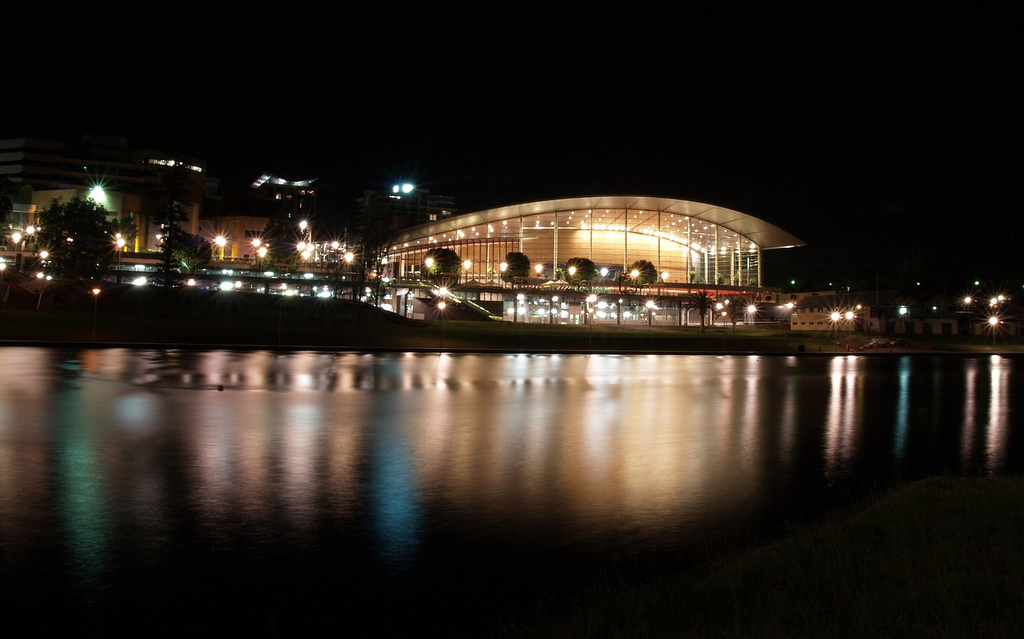
府城－阿德莱德

1836年12月28日南澳大利亚正式成为英国的直轄州，今天这个日子是南澳大利亚的節慶之一。城市地点由威廉·莱特选择的。莱特选择了多伦斯河附近的高地（儘管当时有人反对這項規劃），因此多伦斯河就成为这座新城的水道了。莱特在设计这座城市的时候就已先考虑到阿德莱德成為南澳府城之後的发展，並且設想到府城將來會有宽广的街道和广场的需求，所以他將不需要的舊广场拆除掉並拓寬原有的老街。阿德莱德不像悉尼等那样，她不是個劳役处罚城市 (penal settlement)，自一開始她就是一座自由的殖民城市，保障公民自由和宗教自由。
在阿德莱德的早期历史中，政治、经济都不稳定。南澳大利亚的首任总督经常与莱特有爭執。莱特勘测了阿德莱德周围的土地，准备出售其中，共405km²的土地。1838年第一批牲畜从新南威尔士和塔斯马尼亚移入，同時阿德莱德的经济也开始起步。當時，莱特完成了他的勘测任务，因此土地丈量好之後就可以卖给殖民人士。1860年，殖民者在南边的因康特湾和北边的克莱尔附近，开始建立起小麦农场。1838年底，南澳大利亚的第二任总督上任，开始在府城內建造总督府、监狱、警察局、医院、法院，並在阿得雷德港建造船坞。此外他还建造了给传教士用的房屋以及外围的警察所和勘测人员的住房。在这段时间裡，阿德莱德的经济也開始自負盈虧，但是由於成本高昂，使全城累積了高額的債務，最後使遠在英國本土的首都倫敦必须出面協助才得以脱离財務困境。1841年，第三任总督格蕾上任，他不顾當時公众的反对，开始减缩公共支出，但此时这个正確措施的影响力已经不大了。後來，州政府在府城附近找到了银矿，同时农业也已发展到足以自立。1845年，至格蕾离任时，阿德莱德已經在出口牛肉、羊肉、羊毛、葡萄酒、水果和小麦。
1853年墨累河通运，阿德莱德开始与澳大利亚其他州展開州際交易。1856年，英国议会通过了一部新宪法，南澳州成为自治的英國殖民地。公民選舉制度此時被引入。1857年3月9日，選民選出了一个两院制的议会，当时南澳全州人口共有109,917名。1860年，府城有一个水源保护区被開闢了，她成為阿德莱德地區的水源處並且取代了已顯浑浊的多伦斯河。1867年，南澳政府引入了天然气路灯，1874年，府城肇建了阿德莱德大学，1881年，南澳州立美術館開放。1890年代，澳大利亚遭到一連串经济萧条的打击，结束了经济飛躍和地价飛漲的膨脹時期。許多在墨爾本和悉尼地區的金融机构和银行接連倒閉，同時国民生育率骤降，移民几乎停止。當時，南澳州的出口也几乎减半。从1884年开始，乾旱和收成减低更加剧了这項问题。一些家庭遷移到西澳州。幸好，阿德莱德本身的經濟衰退不如墨爾本或悉尼的大，因為南澳政府在布罗肯希尔所发现的银矿和铅矿缓和了打击。阿德莱德在當期僅有一年出現赤字，而且葡萄酒和铜礦出口是府城兩個持續成長的產業。

### 20世纪-多元發展
1900年阿德莱德开始使用电灯照明，1909年府城市內开始使用有轨电车。第一次世界大战时，阿德莱德徵募了2.8万士兵。战后府城经济大发展，但是干旱和1930年代的大萧条对阿德莱德再次打击，在一个强有力的政府的领导下，阿德莱德得以摆脱萧条。为了摆脱对第一产业的依靠城市开始发展第二产业。1933年，南澳州共有580,949名居民，居民数的增高比澳大利亚其他州的速度要低。第二次世界大战为阿德莱德的工业带来了新的刺激。阿德莱德的工业开始多样化。作为一个后方安全的生产地阿德莱德发展迅速。在二战中共有七万阿德莱德人接受徵募。附近怀阿拉的船厂扩建。
战后南澳州政府在战时工业的基础上发展。跨国公司如通用汽车和克莱斯勒汽车公司使用战时留下的工厂作为生产场地来帮助阿德莱德从一个农业服务中心改变为一个20世纪的新城市。1954年建造的一条水管将慕瑞河的水从湄能运到阿德莱德，1955年西滩的机场开用。从1947年到1973年共有21.5万不同国家的人移居南澳州。1970年州政府开始了“文化复兴”的政策，政府进行了一系列社会改革，并将阿德莱德改造成一个艺术中心。从1985年到1996年澳大利亚大奖赛在阿德莱德举行。1992年南澳州立银行倒闭将整个州和阿德莱德的经济带入萧条，其影响至今存在。今天V8国际超级房车赛在过去的大奖赛跑道上举行，经济也有所恢复。

### 21世纪
21世纪初, 安德莱的政府开始增加基础设施建设投入。麦克·朗的政府投资535，000，000澳元用于升级阿德莱德椭圆体育场，促进当地澳式橄榄球联赛球队发展。超过20亿澳币的资金，用于建设新的皇家阿德莱德医院 。格莱内尔格的有轨电车路线延长到Hindmarsh，教区铁路线延长到了南部的锡福德（Seaford）。

## 地理
阿德莱德位于弗勒里云半岛，圣文森特湾与阿得雷德山（Adelaide Hills）之间。府城的最北端是小镇高乐，最南端是奥丁嘎。按澳大利亚统计局的数据，府城的总面积为870km²，平均高度为海拔50米。阿德莱德山高727米，位于阿德雷得的东边。城市平均海拔为50米，樂富泰山（Mount Lofty）位于阿德莱德市区东部的区域，海拔727米，是城市的最高点。多倫士河自东向西横穿过阿德莱德市，将其分为南、北两部分，南阿德莱德多为商业区，北阿德莱德（North Adelaide）多为住宅区。一片占地约689公顷的长形公园绿地环绕着城区，将阿德莱德与日益扩展的郊区隔开。阿德莱德港（Port Adelaide）距离市中心11公里。
在欧洲人到达前，阿德莱德主要是灌木林地，海边有一些沼泽。但大部分过去的植被已经不复存在，只有在一些自然保护区裡还可以看到它们。不少小溪和河流流经阿德雷得，其中最大的是多倫士河。阿德莱德的用水来自周边的许多水源保护区。
阿德莱德和其周围区域是澳洲的地震高发区之一。在1954年3月1日3：40分，遭遇了其有历史记载以来最大的地震， 震源位于Darlington City外12公里处，震级为5.6。在2010年、2011年、2014年、2017年以及2018年，分别发生过小型地震。

### 气候
阿德莱德属地中海气候，冬季温暖多雨，夏季乾燥。阿德莱德的年降水量为530毫米（2004年）。尤其夏季降雨非常不可靠，有时数月无雨。相对而言冬季比较稳定，7月是降雨量最高的月份，平均降雨量为80毫米。阿德雷得2月份平均气温为30 °C，7月份平均气温为11 °C，每年至少有三天时间白日的温度达到或超过40 °C。近十年受澳洲全国性干旱的影响，阿德莱德夏季愈发酷热干燥，09年2月中旬，连续3天最高气温超过43度，夜晚最低气温也在30度以上，长时间的缺乏降雨也导致了墨累河下游环境的恶化。
| Adelaide Airport (1971-2000)                    | Adelaide Airport (1971-2000) | Adelaide Airport (1971-2000) | Adelaide Airport (1971-2000) | Adelaide Airport (1971-2000) | Adelaide Airport (1971-2000) | Adelaide Airport (1971-2000) | Adelaide Airport (1971-2000) | Adelaide Airport (1971-2000) | Adelaide Airport (1971-2000) | Adelaide Airport (1971-2000) | Adelaide Airport (1971-2000) | Adelaide Airport (1971-2000) | Adelaide Airport (1971-2000) |
| 月份                                            | 1月                          | 2月                          | 3月                          | 4月                          | 5月                          | 6月                          | 7月                          | 8月                          | 9月                          | 10月                         | 11月                         | 12月                         | 全年                         |
| ----------------------------------------------- | ---------------------------- | ---------------------------- | ---------------------------- | ---------------------------- | ---------------------------- | ---------------------------- | ---------------------------- | ---------------------------- | ---------------------------- | ---------------------------- | ---------------------------- | ---------------------------- | ---------------------------- |
| 平均高温 °C（°F）                               | 27.8 (82.0)                  | 28.4 (83.1)                  | 25.4 (77.7)                  | 22.0 (71.6)                  | 18.7 (65.7)                  | 15.8 (60.4)                  | 15.0 (59.0)                  | 16.0 (60.8)                  | 18.1 (64.6)                  | 20.9 (69.6)                  | 23.7 (74.7)                  | 26.0 (78.8)                  | 21.5 (70.7)                  |
| 平均低温 °C（°F）                               | 15.9 (60.6)                  | 16.2 (61.2)                  | 14.5 (58.1)                  | 11.7 (53.1)                  | 9.7 (49.5)                   | 7.6 (45.7)                   | 7.1 (44.8)                   | 7.7 (45.9)                   | 9.0 (48.2)                   | 10.7 (51.3)                  | 12.8 (55.0)                  | 14.7 (58.5)                  | 11.5 (52.7)                  |
| 平均降水量 mm（）                               | 20.0 (0.79)                  | 18.3 (0.72)                  | 24.3 (0.96)                  | 36.8 (1.45)                  | 48.9 (1.93)                  | 56.9 (2.24)                  | 64.2 (2.53)                  | 52.5 (2.07)                  | 49.9 (1.96)                  | 43.5 (1.71)                  | 22.7 (0.89)                  | 24.6 (0.97)                  | 462.7 (18.22)                |
| 来源：Bureau of Meteorology, Climate statistics |                              |                              |                              |                              |                              |                              |                              |                              |                              |                              |                              |                              |                              |

### 城市结构

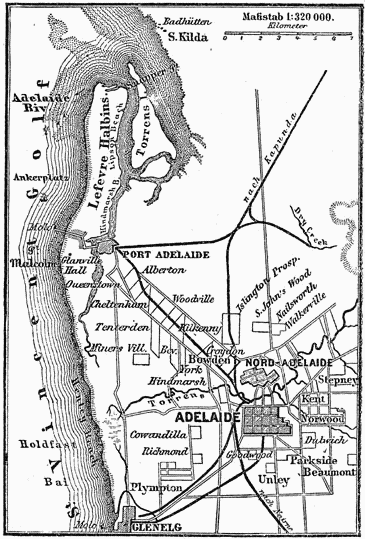
1888年阿德莱德的地图显示了城市发展的过程

阿德莱德是按照一个计划建造的。莱特计划的阿德雷得的内城区由五个正方块组成，由一个公园环围绕。早期的殖民者和南澳州的第一位总督对这个计划都不欢迎，但是莱特坚持他的计划。莱特的计划有许多优点，从一开始阿德莱德就有宽阔的多车道的街道，其格状的结构非常容易找路，市中心周围有一道美丽的绿色之环。围绕着城市有两条环城路。内环紧贴绿环，外环则完全绕过市中心。
阿德莱德近年的扩展在一定程度上打破了莱特原来的计划。

## 政府
阿德莱德市政局於1840年成立，是澳大利亚最老的市政局；經歷行政改革後，市政局仅对阿德萊德市與周圍的市郊有行政權。今阿德莱德市中心面積有15.57km²，居民约1.8万。人口最多时这里曾有25万居民；随着市區發展與擴張，大多数居民移向市郊。阿德雷得都會區按2001年的统计共有1,080,990居民，面积870km²，分為18个民選市政局。南澳的州政府与本市政局施政上密切配合，两个機構共同组成了州府市委员会以推動阿德莱德的城市发展。

## 人口
根據2021年人口普查資料所得，阿德莱德人口数为1,376,601人，是澳大利亚第五大城市。从2002年至2003年城市居民数提高0.6%，而澳大利亚全国的居民数增长1.2%。南澳州约77.5%的居民住在都會区。，因此南澳州是澳大利亚居民最集中的州。大多数人住在環繞著府城阿德莱德的各衛星城市中。
31.3%的阿德莱德居民是在外国出生的，他们主要集中在西北和市中心附近的市区裡。主要來自英国(5.7%)、印度(3.1%)及中国(1.8%)。富有的和教育比较高的居民主要集中在市区周围的郊区裡，Burnside，Norwood，Prospect，Unley都是阿德莱德知名的高尚住宅区。阿德莱德约五分之一的居民是大学毕业生。
相对于澳大利亚其他城市来说阿德莱德的老年化速度比较高。近四分之一（24.1%）的居民年龄高于54岁（澳大利亚全国为19.9%）。15岁以下的儿童占居民的18.7%（澳大利亚全国为20.4%）。除英语外其他三个最主要的语言是意大利语（3.5%）、希腊语（2.3%）和越南语（1.2%）。

## 经济
阿德莱德的经济以制造、军工和研究为主要工业。市内有大的制造、军工和研究区。霍顿汽车（1948年到2020年）、三菱集团(1980年到2008年）在阿德莱德有生产厂，市内还有卫生器械和电子元件工厂。约半数澳大利亚出产的汽车来自阿德莱德。新闻集团是在阿德莱德成立的，到2004年为止其总部在阿德莱德。至今为止鲁伯特·默多克依然认为阿德莱德是新闻集团的“精神家乡”。澳大利亚最大的石油公司和著名的南澳啤酒厂位于阿德莱德。1992年州立银行的倒闭使得整个南澳州负巨债（40亿澳元）。州政府不得不紧缩公共支出，这对阿德莱德和南澳州的经济发展都是一个打击。近年来政府债务减轻，州政府的信用评级恢复到了AAA+。总的来说南澳州的贸易顺差，其人均经济增长比澳大利亚平均要高。
阿德莱德是澳大利亚重要的军工生产地，澳大利亚70%的军工公司位于阿德莱德，其生产总值达10亿澳元。澳大利亚科学与技术局和其他国防技术组织如特尼克斯防务系统股份公司位于索尔斯巴利附近。
阿德莱德的约46.6万雇员中62.3%是全日雇员，35.1%是部分时间雇员。最近部分时间雇员的数目增加（1991年还只有11.6%）。15%的雇员在制造业，5%在建筑业，15%在零售业，11%在商业服务，7%在教育，12%在卫生和公共服务工作。15岁以上职员的平均收入在800至1000澳元之间（周薪）。阿德莱德的生活费比澳大利亚其他城市低得多，尤其房租低。阿德莱德的房价平均只有悉尼的一半，墨尔本的2/3.2005年10月失业率为4.8%。

## 教育
南澳所有的三座大学的校园皆於阿德莱德。阿德莱德共設有三家公立大學和三家外國大學的澳洲校區。
1. 阿德萊德大学建校于1874年，是澳大利亚教育史上第三悠久的大学，也是澳洲菁英大學集團 Group of Eight 的成員之一。它在阿德莱德都市地区有三个校园。
2. 南澳大学於1991年由南澳大利亚理工学院和南澳大利亚高等教育学院合并组成。其六座校园中有四个位于阿德莱德，其中两个直接在市中心。南澳大校門

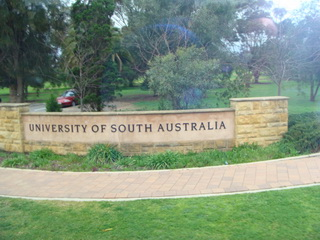
南澳大校門

3. 弗林德斯大学是以英国探险家马修·福林德斯命名的，于1966年建校。它在附近的福林德斯医疗中心有一个医学院。

- 美國卡内基梅隆大学 海因茨学院（Heinz College）澳大利亚校区（Carnegie Mellon University Australia）
- 英國克蘭菲爾德大學國防管理科技學院 (Cranfield University's Defence College of Management and Technology)
- 英國倫敦大學學院的能源礦產學院澳洲校區 (University College London's School of Energy and Resources (Australia))

阿德莱德設有许多公、私立学校。州政府是主要於教育品質上的協助單位。高等教育在阿德雷得非常普及，除了大學之外，尚有澳洲技职教育 (TAFE) 負責青少年的職業教育及社會人士、新移民的進修教育。
知名高中：
- Marryatville High School
- Glenunga International High School
- Unley High School
- Norwood Morialta High School
- Adelaide High School
- Brighton Secondary School
- Westminster School

女校：
- Wilderness School
- Walford Anglican School for Girls
- Seymour College
- St Aloysius College
- Loreto college
- Annesley College
- St Peter's Collegiate Girls' School

男校：
- St Peter's College
- Prince Alfred College
- Scotch College
- Pembroke School
- Pulteney Grammar School
- Concordia College
- St John's Grammar School
- King's Baptist Grammar School
- Loreto College
- Westminster School
- Melrose Park School

## 文化
阿德莱德过去被称为“教堂之城”，因为阿德莱德城市里有很多教堂。比如最古老的Holy Trinity Church。
阿德莱德创立之初就吸引了许多国家的移民，尤其是德国受宗教迫害的移民移居阿德莱德。他们带来了种植葡萄和酿葡萄酒的技术。在二战后意大利人、希腊人、荷兰人、波兰人和其他欧洲国家的移民移居阿德莱德。越南战争后许多亚洲人来到阿德莱德。这些新的移民带来了丰富的和多样的食品文化。
1970年政府废除了一些当时在澳大利亚奉行的对文化生活的限制后阿德莱德兴旺。
阿德莱德同时被称为节日之城，其中最为著名的是阿德莱德农业博览会。阿德莱德农业博览会（Royal Adelaide Show）每年九月初举行。始于1840年，一开始是简单的当地农民展览他们的产品的聚会。今天它已经成长为一个普通的商业博览会，其中还包括游乐设施和农业展览。每年九月初举行。
同时阿德莱德也会举行多个音乐节和艺术节，一些阿德莱德的音乐家获得了澳大利亚和国际声誉。

### 媒体
新闻集团支配阿德莱德的报纸业。澳大利亚所有五家电视台可以在阿德莱德收到。此外市内还有一个地区性的电视台。中文传媒企业澳大利亚报业集团亦将总部设于阿德莱德。

### 体育
从1985年至1995年澳大利亚大奖赛在阿德雷得举行。大奖赛移往墨尔本后V8奇胜国际超级房车赛在改造过的原来大奖赛的跑道上进行。阿德莱德有2支澳式足球队参加澳大利亞澳式足球聯盟分别为阿德莱德鹰队以及阿德莱德港队。南澳州还有一个地区性的由九支澳式足球队参加的联赛。阿德莱德联目前是澳洲職業足球联赛的12支队伍之一，中国球员曲圣卿曾为其效力2个赛季，并有不错的表现。阿德莱德36人是唯一將總部設於阿得雷德和代表南澳大利亞州的澳洲國家籃球聯賽隊伍。阿德莱德还举办国际性的曲棍球比赛。从1999年开始举办的自行车比赛也越来越在国际上知名。
2020年起，阿德莱德举办网球赛事阿德莱德国际赛。

## 交通
阿德莱德是澳大利亚东西向和南北向交通的重要交叉口。阿德莱德的市内交通系统比较有限，包括使用专用车道的公共汽车、捷运和有轨电车。 （页面存档备份，存于）

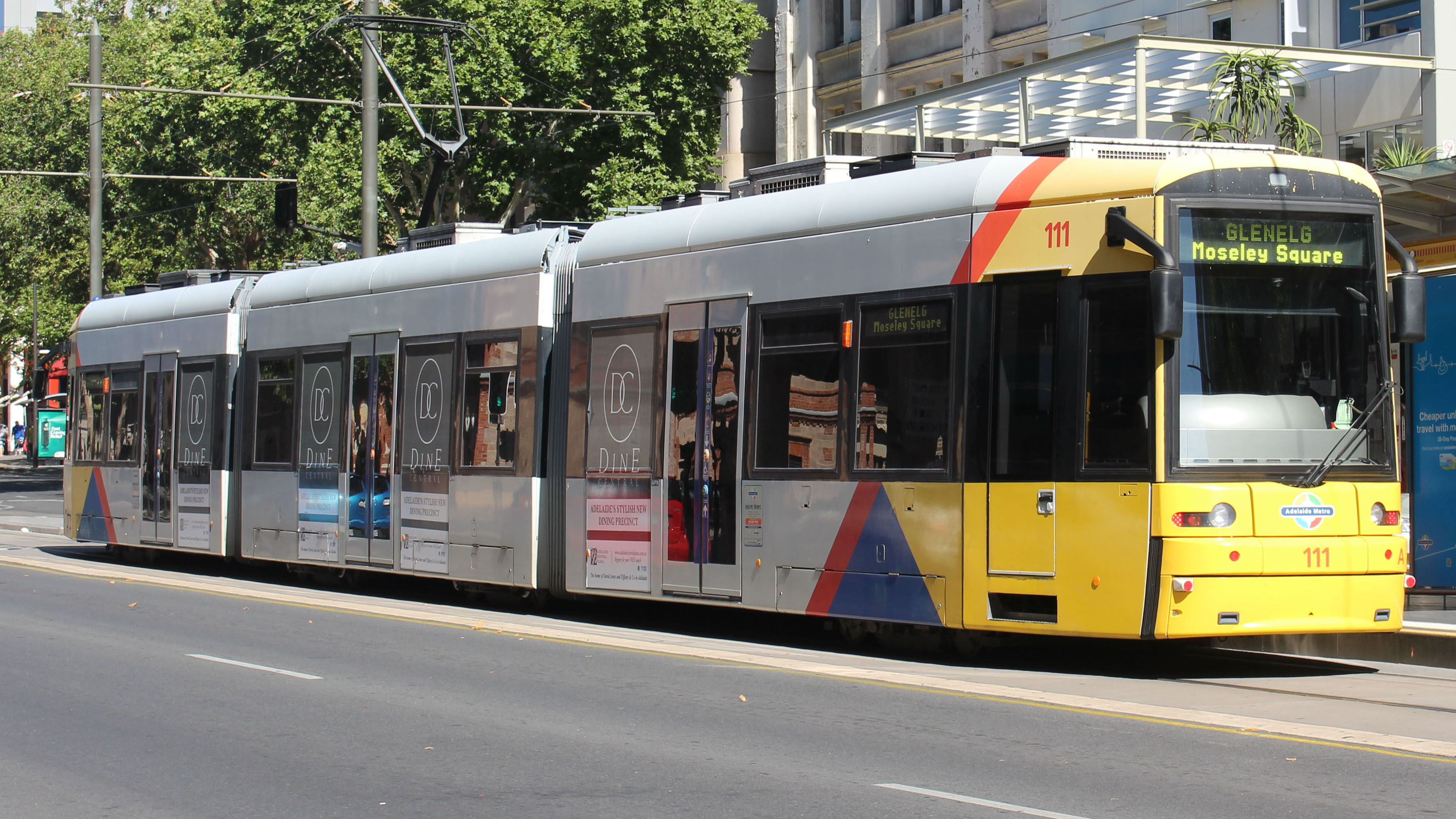
市內電車

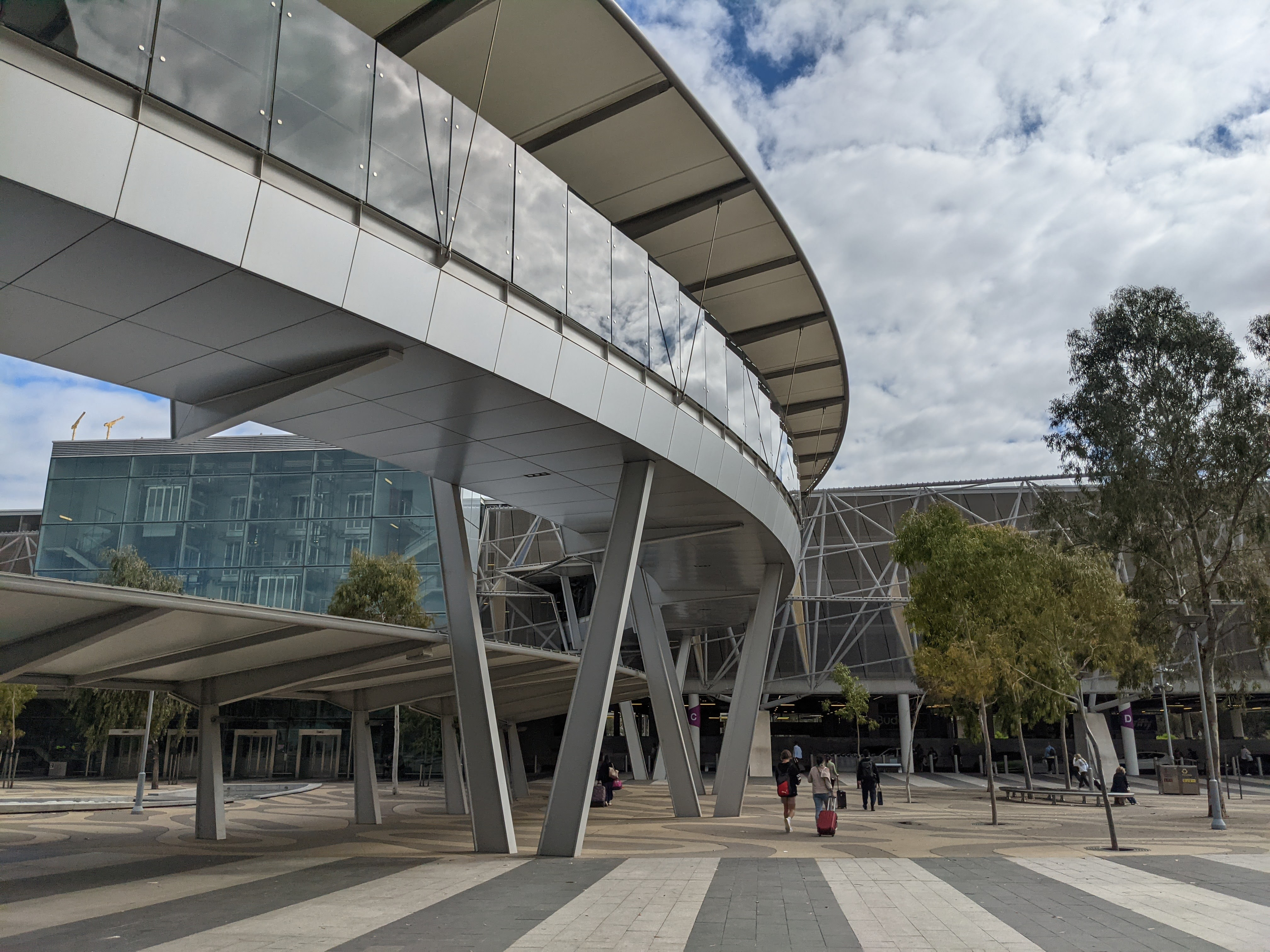
阿德莱德国际机场

由于阿德莱德的城市设计非常好，从一开始就有多股道的大街，因此其道路交通始终比许多其他澳大利亚城市要好。历史上阿德莱德有“20分钟城”之称，因为车可以在20分钟内从市郊开到市中心。但今天由于外围的发展这些路已经无法完全解决交通问题了。
1964年南澳州政府计划在阿德莱德周围建立一个高速公路网络，这个计划已经相当成熟，政府已经开始购买土地，但是在1970年代这个计划又被放弃了。今天这个放弃的后果体现出来了。有些重要街道堵车成为每日必发的事情。
阿德莱德有专用车道的公共汽车。这个系统是1986年为了解决不断增长的北部市区的交通问题而建立的。阿德莱德与澳大利亚其他州府城市有长途汽车连接。2005年开始这些长途汽车站被重建，目的是一个多层的中心长途汽车站以及附近的多座的居住和商业大厦。
虽然阿德莱德的市区铁路不像远程铁路那么经常误点，但是它比较落后。它是澳大利亚本土上唯一的一座非电气化的州府城市铁路。州政府有将这个铁路系统现代化的计划。阿德莱德的有轨电车混合使用先进的车与历史性的老车。在远距铁路方面阿德雷得是从珀斯去雪梨的印度太平洋铁路的正中站，他也是到達墨爾本的中站和通过愛麗斯泉去達爾文的天恩号列车的终点站。
阿德莱德国际机场是澳大利亚最新啟用和最先进的机场，它于2005年10月开始使用，按计划每年可以接受540万旅客，可以服务新的A380空中客车，可以同时装卸27架飞机，每小时3000旅客可以通过。
阿德莱德国际集装箱码头，阿德莱德国际集装箱码头距离阿德莱德市西北约14公里。它位于内港阿德莱德恩菲尔德市的主要港口城市阿德莱德。阿德莱德港口在南澳大利亚形成几十年中发挥了重要作用，早期阿德莱德的主电源和世界各地的信息链接的端口。

## 旅游

### 市区重要景点
- 中央市场（Central Market）建于1869年，是南半球最大的有覆盖结构的生鲜农产品市场之一。富有历史意义，各式各样的小商店出售的食品包括新鲜蔬菜、水果、鱼、肉、家禽，还有独特的干果和咖啡豆。这里也有林林总总的中国式商店、多种小摊档及娱乐场所。
- 维多利亚广场（Victoria Square）位于市中心，建有现代化喷泉，由出生于阿德莱德的雕刻家设计。从广场四周可同时眺望阿德莱德新、旧两个时代的建筑，有近代南澳大利亚政府大楼、建设阿德莱德之初修建的圣弗兰西斯·沙维尔大教堂（St. Francis Xavier's Cathedral）以及最高法院相衬托。维多利亚广场

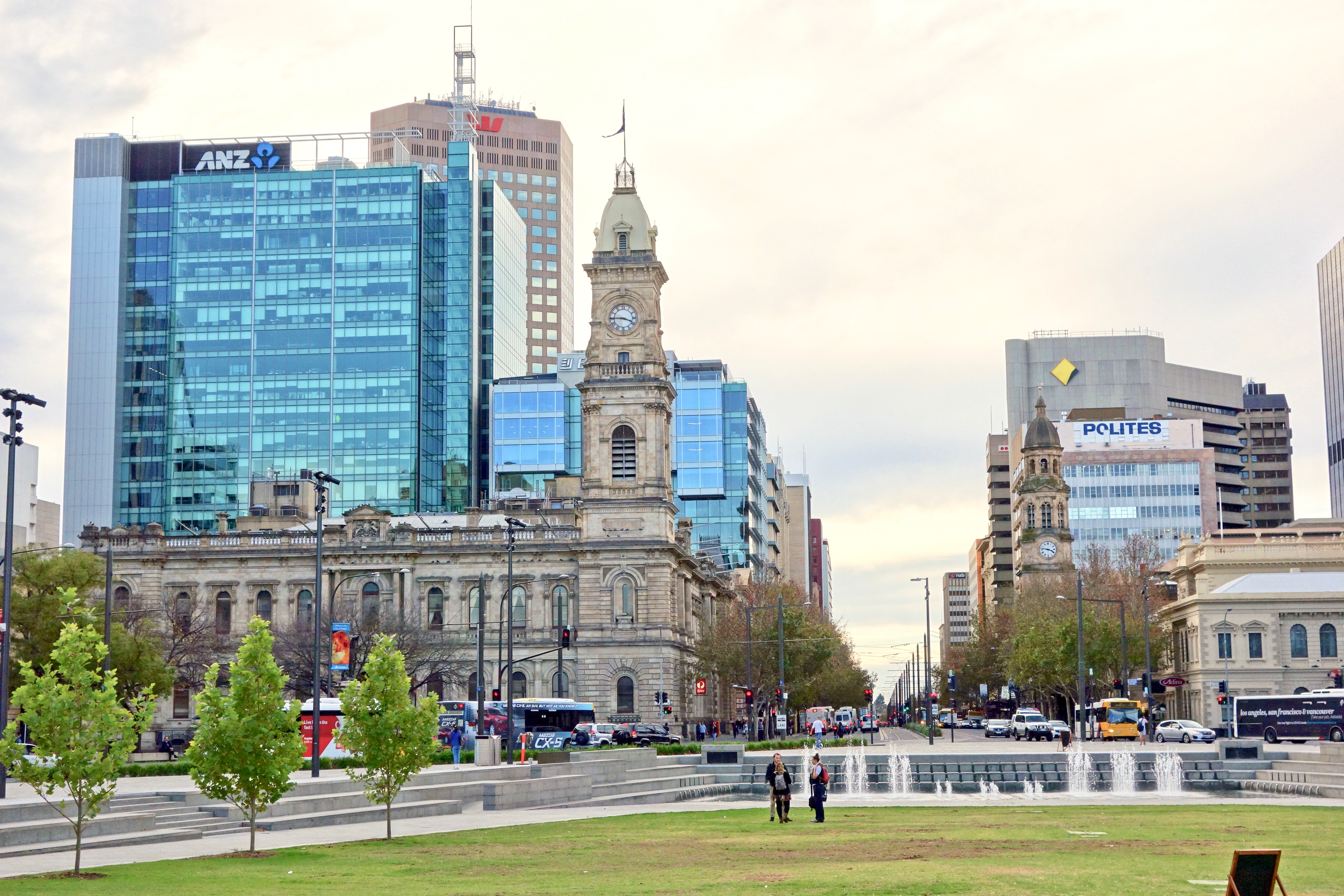
维多利亚广场

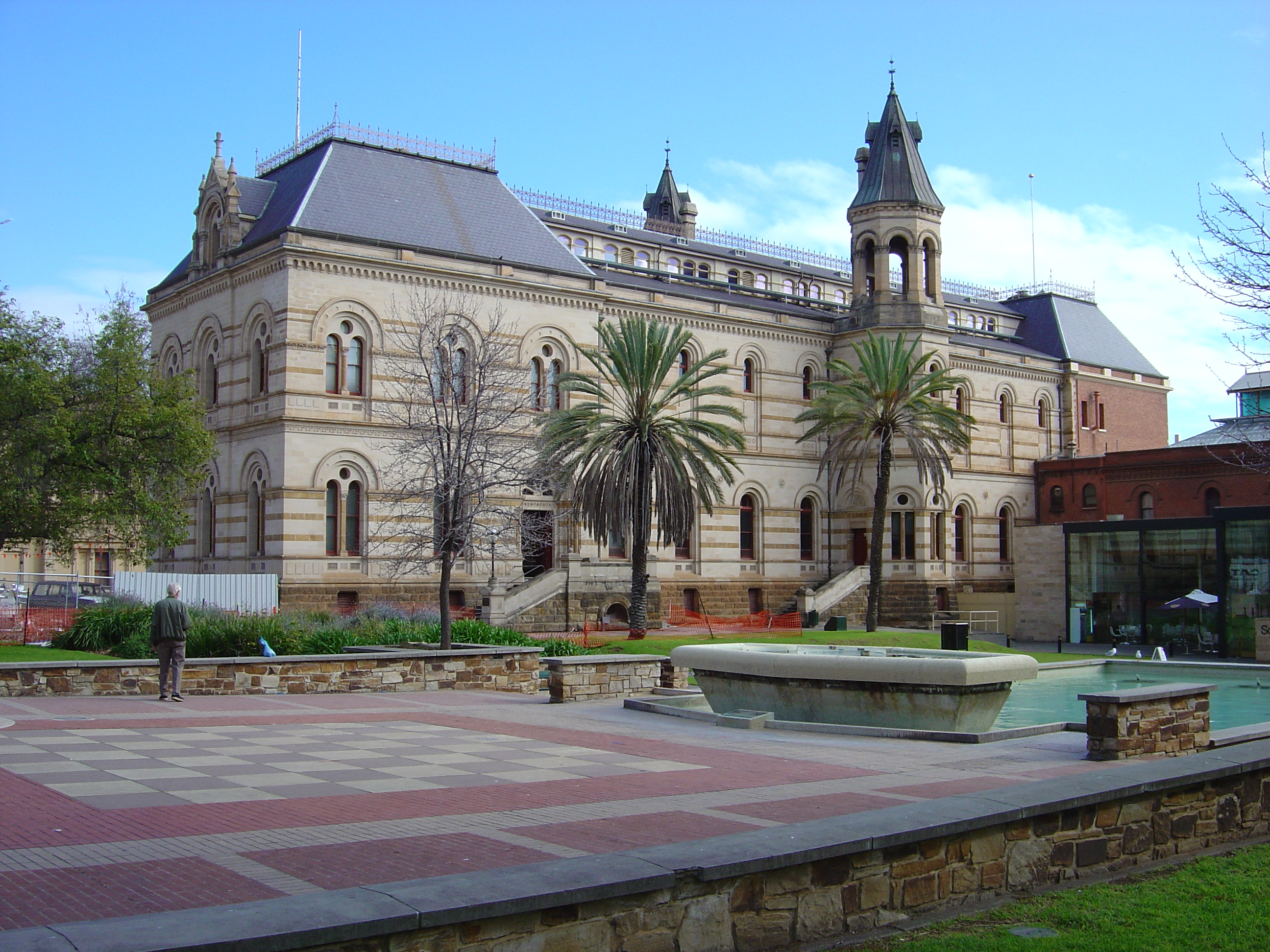
南澳大利亚博物馆

- 南澳大利亚博物馆（the South Australian Museum）是一座自然和文化历史博物馆，主要展览南澳大利亚的古今动植物和太平洋岛屿与各民族的生活习俗资料，其中有关人类学、自然历史和地质学的展品最为丰富，是世界上收藏澳大利亚原住民物品最多的博物馆，并有早期太平洋文化人种学资料。
- 溫都摩（Rundle Mall），介乎英皇威廉街與砵甸尼街的一段行人專用區。兩旁店舖林立，是阿德莱德市中心的購物區。
- 格雷尔海滩（Glenelg Beach），距离阿德莱德市中心约10公里，曾经是阿德莱德的主要港口，现在则发展为闲度假海滩，周边商业繁华。可以在市中心的维多利亚广场（Victoria）搭乘有轨电车格雷尔线（Tram Glenelg）前往。[15]
- 北大街（North Terrace），是阿德莱德最重要的文化历史街道，全长约两公里，坐落着包括南澳大利亚国会大厦（Parliament of South Australia）、南澳大利亚州立图书馆（State Library of South Australia）、南澳大利亚美术馆（Art Gallery of South Australia）、南澳大利亚博物馆（South Australian Museum）、国家战争纪念碑（National War Memorial）等在内的诸多文化场所和历史建筑，阿德莱德大学（The University of Adelaide）、南澳大利亚大学（University of South Australia）的主校区也位于北大街上。[16]

### 市郊重要景点
- 袋鼠岛，位于阿德莱德西南113千米处，为澳大利亚第三大岛，是一个遍布低矮丛林、国家公园及丰富野生动物的旅游胜地，此外还有一个存在已久的海狮繁衍区。
- 芭萝莎谷（Barossa Valley），距离阿德莱德市中心约75公里，是南澳大利亚州首要的葡萄酒产区，出产葡萄酒占澳大利亚仅四分之一，与新南威尔士州的猎人谷（Hunter Valley）和维多利亚州的雅拉河谷一起被并称为澳洲的三大葡萄酒河谷。[17]
- 高巴柏迪（Coober Pedy）是南澳大利亚州最古老及规模最大的蛋白石采矿城，也是全世界拥有最多蛋白石商店和最多蛋白石品种的地方。另一驰名于世的是，不论是当地的民居、教堂，还是蛋白石开采工厂，都建于地下，目的是为了逃避此地炎热的气候。